# その他の自動車専用道路一覧
その他の自動車専用道路一覧（そのたのじどうしゃせんようどうろいちらん）とは、高規格幹線道路や地域高規格道路に属さない自動車専用道路の一覧である。

自動車専用の法定規制標識

自動車専用に指定され法定規制標識が設置されている。ただし自動車専用の指定は区間限定の道路もある。

## 一覧
- 室蘭新道[1]
- 白鳥新道
- 秋田県道61号秋田御所野雄和線（あきたびラインの愛称がある区間）
- 秋田県道62号秋田北野田線（秋田中央道路、トンネル区間）
- 小名浜道路（福島県道20号いわき上三坂小野線バイパス）
- 神奈川県道28号本町山中線（旧本町山中有料道路）
- 京葉道路（いわゆる京葉口から宮野木JCTまで）
- 三浦縦貫道路（横須賀市衣笠町から同市林5丁目に至る1期区間4.7 kmの区間のみ）
- 西湘バイパス
- 小田原厚木道路（平塚ICから厚木ICの区間まで）[2]
- 箱根新道
- 東富士五湖道路
- 須走道路
- 御殿場バイパス（西区間、水土野ICからぐみ沢の区間まで）
- 富士宮道路[3]
- 西富士道路
- 藤枝バイパス（広幡IC以東は地域高規格道路）
- 西知多産業道路
- 中部国際空港連絡道路
- 関西国際空港連絡橋
- 浜手バイパス
- 加古川バイパス
- 姫路バイパス
- 太子竜野バイパス[4]
- 姫路西バイパス
- 姫路北バイパス[5]
- 宇佐道路
- 長崎バイパス
- 川平有料道路

### IC関連区間
- 青森県道47号青森東インター線（青森東インターチェンジに接続する一部の区間）
- 静岡県道88号一色久沢線[6]
- 静岡県道86号磐田インター線（一部の区間）
- 滋賀県道343号甲南インター線
- 島根県道299号下府江津線[7]